# سید محمود طالقانی
سید محمود علایی طالقانی (۱۳ اسفند ۱۲۸۹ – ۱۹ شهریور ۱۳۵۸) روحانی شیعه، مفسر قرآن، نواندیش دینی و فعال سیاسی و اجتماعی اهل ایران بود. او عضو جبههٔ ملی دوم و یکی از مؤسسان نهضت آزادی ایران بود.
طالقانی در دوران نهضت ملی شدن نفت به همراه سید رضا زنجانی به حمایت از محمد مصدق برخاست و پس از سقوط دولت مصدق در کودتای ۲۸ مرداد به همراه جمع کثیری از طرفداران مصدق به نهضت مقاومت ملّی پیوست. پس از توقف فعالیت‌های نهضت مقاومت ملّی، طالقانی در شروع مجدد فعالیت‌های جبههٔ ملی ایران به رهبری اللهیار صالح فعالیت کرد و به شورای مرکزی جبههٔ ملی ایران راه یافت. او در کنگرهٔ جبههٔ ملی در سال ۱۳۴۰ به عنوان هیئت مؤسس شرکت کرد و از سوی شرکت‌کنندگان در کنگره به عضویت شورای مرکزی انتخاب شد. طالقانی، مهدی بازرگان و یدالله سحابی در سال ۱۳۴۰، حزب نهضت آزادی ایران را تشکیل دادند.
طالقانی چند بار به علت فعالیت‌های سیاسی، توسط حکومت پهلوی به زندان رفت و یک بار نیز تبعید شد. وی در تشکیل سازمان مجاهدین خلق ایران نقش بسیار مؤثری داشت و با بنیان‌گذاران آن سازمان به ویژه محمد حنیف‌نژاد بسیار نزدیک و هم‌فکر بود. اما با کسانی که تحت عنوان سازمان پیکار در سال ۱۳۵۴ از سازمان مجاهدین منشعب شدند، سخت مخالفت کرد. طالقانی از چهره‌های اصلی انقلاب ۱۳۵۷ بود و پس از ترور مرتضی مطهری، ریاست شورای انقلاب را بر عهده گرفت. طالقانی در اواخر عمرش از طرف روح‌الله خمینی به عنوان امام جمعه تهران معرفی شد. او پس از آن نیز وارد مجلس خبرگان قانون اساسی شد و یک ماه بعد به طرز مشکوکی درگذشت.
طالقانی در اوایل انقلاب، از معدود روحانیونی بود که از مصدق و علی شریعتی دفاع کرد. همچنین وی مورد علاقهٔ همهٔ گروه‌ها و احزاب بود به‌طوری که سازمان مجاهدین خلق او را «پدر طالقانی» خطاب می‌کرد. پس از درگذشت وی، خمینی از او با نام «ابوذر زمان» یاد کرد. یکی از دلایل شهرت او، تألیف مجموعهٔ پرتوی از قرآن بود. وی در آثارش از جمله این مجموعه، نگاهی نو به مذهب داشته و سعی کرده تا از آن انحراف‌زدایی کند. پرتوی از قرآن در زمان انتشار از محبوب‌ترین تفاسیری بود که نوشته شده بود. طالقانی در آثارش می‌کوشید تا نشان دهد اسلام با دموکراسی هم‌خوانی دارد.

## زندگی

### تولد و تحصیلات
سید محمود طالقانی در ۱۳ اسفند ۱۲۸۹ خورشیدی در خانواده‌ای اهل علم و دارای روحیات انقلابی در روستای گلیرد طالقان در استان البرز دیده به جهان گشود. پدرش ابوالحسن علایی طالقانی نخستین استاد وی بود. در اسفند سال ۱۳۱۶ با بتول اعلایی فرد ازدواج کرد. جلال آل احمد پسر خاله طالقانی می‌باشد.
تحصیلات ابتدایی را در مدرسه ملارضا در میدان امین السلطان آغاز کرد و مبانی صرف و نحو و علوم دینی را نزد پدرش سید ابوالحسن طالقانی آموخت. در مدرسه فیضیه و رضویه قم نزد مدرسان حوزه علمیه قم مانند عبدالکریم حائری یزدی سیدشهابدالدین مرعشی نجفی، محمد تقی اشراقی و میرزا خلیل کمره‌ای تعلیم یافت. سپس در سال ۱۳۱۰ مخفیانه به نجف رفت و در درس سید ابوالحسن اصفهانی و محمدحسین غروی اصفهانی (کمپانی)شرکت و از اصفهانی موفق به اجازه‌نامه اجتهاد شد. او سپس به تهران برگشت و دروس خود را در مدرسه فیضیه تا سال ۱۳۱۷ ادامه داد. . وی از عبدالکریم حائری یزدی اجازه‌نامه اجتهاد و از شمس الدین محمود مرعشی و سید حسین طباطبایی قمی اجازه نقل حدیث دریافت کرد. در سال ۱۳۱۸ برای تدریس در مدرسه سپهسالار راهی تهران شد.

### بازداشت خانواده
دو ماه پس از پیروزی انقلاب فرزندان محمود طالقانی، ابوالحسن و مجتبی بازداشت شدند. در پی این بازداشت‌ها و نیز دریافت گزارشی از وضع زندان‌های سپاه پاسداران انقلاب اسلامی، طالقانی، همه دفترهای خود را در تهران و شهرستان‌ها بست و با همسر و سه فرزندش از تهران خارج شد و به حومه تنکابن در مازندران رفت.

## فعالیت سیاسی
طالقانی از دوره رضا شاه در جریان اعتراض به کشف حجاب وارد عرصه سیاسی شد و نزدیک به چهل سال در این عرصه و در سطوح مختلف سیاسی فعالیت کرد.
طالقانی یکی از مخالفان فعال حکومت پهلوی بود و در موقعیت‌ها و شرایط مختلف به مخالفت با روندهای جاری در حکومت دودمان پهلوی پرداخت و چندین بار دستگیر و روانه زندان شد.

### دورانرضاشاه
در سال ۱۳۱۸ طالقانی به دنبال اعتراض به سرقت یک خیاطی و در هنگام گذر از کنار کلانتری شماره ۴ با پرسنل انتظامی درگیر و دستگیر می‌شود. برخی دلیل این حادثه را اعتراض او به کشف حجاب و درگیری با مأموری دانسته‌اند که حجاب را از سر زنی برداشته بود. و برخی دیگر نیز آن را مربوط به نداشتن جواز عمامه و پاسخ او به توهین مأموران انتظامی می‌دانند. به دنبال این واقعه او دو ماه زندانی می‌شود که سرانجام با فعالیت‌های خانواده‌اش برای رهایی او و اطلاع رضا شاه از ماجرا بنا به احترام خاص که رضاشاه برای پدر او سید ابوالحسن طالقانی قائل بود دستور رسیدگی فوری را صادر کرد که در نهایت طالقانی به سه ماه زندان قابل خرید محکوم شد. 

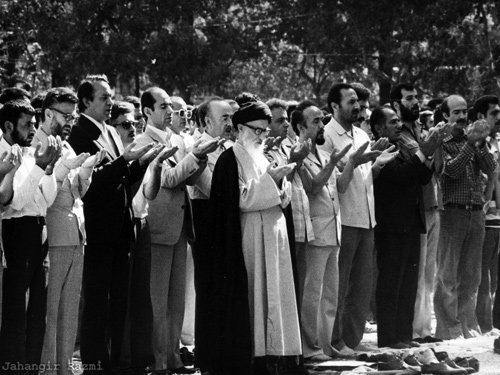
نخستین نماز جمعه بعد انقلاب ۱۳۵۷ به امامت طالقانی در ۵ مرداد ۱۳۵۸ در ردیف اول ابراهیم یزدی، هاشم صباغیان، صادق قطب‌زاده و احمد صدر حاج سید جوادی دیده می‌شوند.

### دورانمحمدرضا شاه
او در دوره‌های مختلف و شرایط گوناگون نظیر رویداد نهضت ملی شدن نفت، نهضت مقاومت ملی، کودتای ۲۸ مرداد، فعالیت در جبهه ملی دوم، تأسیس نهضت آزادی ایران و وقایع ۱۵ خرداد ۱۳۴۲ به مخالفت آشکار با رویکردهای جاری حکومت پهلوی پرداخت و همچنین بارها به دلایل مختلف، نظیر پناه دادن به سید مجتبی نواب صفوی که در آن زمان فراری محسوب می‌شد یا ارائه آموزش‌های مذهبی و مبارزاتی و انتشار اعلامیه‌های اعتراضی در سال ۱۳۵۰ به مدت حدود یک ماه در خانه خود تحت بازداشت خانگی قرار گرفت و پس از آن نیز به زابل و بافت تبعید و زندانی شد.

#### فعالیت‌های تبلیغی
سید ابوالحسن طالقانی (پدر سید محمود) و عباسقلی بازرگان (پدر مهدی بازرگان) از سال ۱۳۰۳ به منظور ایجاد پایگاهی برای تبلیغ اسلام اقدام به تشکیل مجالسی منظم به منظور دعوت به اسلام و پاسخگویی به شبهات کرده بودند و ارگانی به نام البلاغ را اداره می‌کردند. مهدی بازرگان و سید محمود طالقانی در این دوران با یکدیگر آشنایی پیدا کردند که تا پایان دوره حیات طالقانی این دوستی باقی ماند. بعد از شهریور ۱۳۲۰ و پایان دورهٔ سلطنت رضا شاه، طالقانی فعالیت‌های خود را در انجمنی بنام کانون اسلام با سرپرستی خود و با کمک مالی محمدعلی مهیاری ادامه داد. در این انجمن افرادی فرهنگی و دانشگاهی مانند مهدی بازرگان، یدالله سحابی و محمد علی بامداد فعالیت می‌کردند. هدف اصلی این انجمن ارائه اسلام به مثابه دینی سازگار با نوگرایی و علم و زدودن خرافات رایج از چهره مذهب بود
او همچنین با انجمن تبلیغات اسلامی و اتحادیه مسلمین نیز برای پیشرفت تعالیم و اصول اسلامی همکاری می‌کرد و در این انجمن‌ها به تفسیر قران و نهج‌البلاغه مشغول بود. او همچنین اداره نشریه دانش‌آموز ارگان کانون اسلام را برعهده داشت و نخستین مقاله‌اش نیز در همین مجله با عنوان «خطابه رسول خدا، آینده اسلام و وظیفه مسلمانان» در آبان ۱۳۲۰ نشر یافت.

#### نهضت ملی شدن نفتوجبهه ملی ایران
طالقانی از طرفداران محمد مصدق و از اعضای جبهه ملی بود و در دوران پس از کودتای ۲۸ مرداد به فعالیت در نهضت مقاومت ملی پرداخت او در سال ۱۳۳۹ جزء هیئت مؤسس جبهه ملی دوم بود و در کنگره ۱۳۴۱ جبهه ملی از سوی شرکت کنندگان در کنگره به عضویت در شورای مرکزی انتخاب شد. طالقانی سخنرانی افتتاحیه کنگره جبهه ملی ایران را انجام داد.

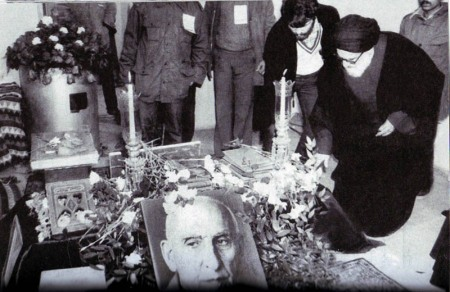
محمود طالقانی برسر آرامگاه محمد مصدق

#### تأسیسنهضت آزادی ایران
او همچنین در سال ۱۳۴۰ به اتفاق مهدی بازرگان و یدالله سحابی نهضت آزادی ایران را بنا نهاد و تا پایان عمر عضو این مجموعه بود.

#### فتوای نجاست مارکسیست‌ها
طالقانی و دیگر علما، در مخالفت با ایدئولوژی مارکسیستی سازمان پیکار، فتوایی ضد هم‌سُفره شدن با مارکسیست‌ها در زندان‌ها صادر کردند که منجر به مخالفت بعضی مارکسیست‌ها با وی شد. اما سید محمدمهدی جعفری که از همراهان قدیمی محمود طالقانی بود، در کتاب مجاهدین خلق از درون می‌گوید که طالقانی حاضر به امضای این فتوا نشد. نیز یکی از فرزندان طالقانی (مجتبی طالقانی) به جمع مارکسیستهای سازمان پیکار پیوست و روابط طالقانی با او هرگز بد نبود. مجتبی طالقانی در یک نامه به پدرش، تغییر ایدئولوژی و گرویدن به مارکسیسم را به اطلاع او رسانده بود.

### انقلاب ۱۳۵۷ ایران
وی بعد از آزادی از زندان در آبان ۱۳۵۷ با بازگشت به مسجد هدایت، سخنرانی‌ها و فعالیت‌های خود (که با نام تبیین رسالت برای قیام به قسط شناخته می‌شود) را از سر گرفت. در اواخر دی‌ماه ۱۳۵۷ کمی پیش از پیروزی انقلاب ۱۳۵۷، بعد از این که آخرین دسته از زندانیان سیاسی از جمله اعضای سازمان مجاهدین خلق ایران آزاد می‌شوند، طالقانی به دیدارشان می‌رود. بخشی از صحبت‌های طالقانی در دیدار با آن‌ها:
در مقابل شکنجه‌چی‌ها و بازجویانی که خودتان می‌شناسید، وقتی اسم مجاهدین برده می‌شد، اعصاب این‌ها به‌هم می‌لرزید و کنترلشان را از دست می‌دادند. این دلیل بر قدرت عقیده و ایمان به‌حق است. از اسم مسعود رجوی وحشت داشتند، از اسم موسی خیابانی وحشت داشتند.

کمی بعد از پیروزی انقلاب در ۲۲ بهمن، در اسفند ۱۳۵۷ طالقانی راهی قلعه احمدآباد و آرامگاه محمد مصدق شد و به سخن‌رانی و دفاع از مصدق پرداخت. این در حالی بود که سایر روحانیون و به ویژه روح‌الله خمینی، از مخالفان سرسخت مصدق بودند.

### مخالفت با حجاب اجباری
محمود طالقانی پس از انقلاب ایران از مخالفان اعمال پوشش حجاب اجباری برای زنان بود و استفاده از آن را اختیاری عنوان می‌کرد.

مصاحبه با طالقانی در صفحه اول روزنامه اطلاعات ۲۰ اسفند ۱۳۵۷، دربارهٔ حجاب

وی در مصاحبه‌ای که در اطلاعات ۲۰ اسفند ۱۳۵۷ منتشر شد نظر خود را چنین شرح داد:
«... ساخته من و فقیه و دیگران نیست؛ این نص صریح قرآن است. آن قدری که قرآن مجید بیان کرده، نه ما می‌توانیم از حدود آن خارج شویم و نه زنانی که معتقد به این کتاب بزرگ آسمانی هستند، اسلام، قرآن و دین می‌خواهند شخصیت زن حفظ شود؛ این حرکت انقلابی است. کی در این راهپیمایی‌ها، خانم‌ها، خواهران و دختران ما را مجبور کرد که با حجاب یا بی‌حجاب بیایند؟ خودشان با احساس مسئولیت اسلامی که این لباس یکی از شعارهای اسلامی و ایرانی است، اصالت خودشان را نشان دادند …
هو و جنجال راه نیندازند. همان‌طور که بارها گفتیم، همه حقوق حقه زنان در اسلام و در محیط جمهوری اسلامی محفوظ خواهد ماند و از آن‌ها خواهش می‌کنیم که با لباس ساده با وقار، روسری هم روی سرشان بیندازد به جایی برنمی‌خورد. اگر آن‌هایی هم که می‌خواهند موی شان خراب نشود، اگر روی مویشان روسری بیندازند، بهتر است و بیشتر محفوظ می‌ماند… چه جنگ‌ها، چه قتل‌ها، چه فجایع که تا یک سال قبل دائماً هر روز یک قسمت از اخبار روزنامه‌ها همین فجایع بود. منشأ این‌ها کی بود؟ منشأ این‌ها از کجا بود؟ غیر از همین تحریکات بی جا بود؟... خطری که حس می‌کنیم این است که زن‌ها دوباره به ابتذال برگردند. حجاب حکم ضروری دین است. منظور امام و علما این نیست که زن خانه نشین باشد.
حتی برای زن‌های مسلمان هم نیست. چه اجباری؟ خمینی نصیحتی کردند مانند پدری که به فرزندش نصیحت می‌کند راهنمایی اش می‌کند که شما این جور باشید به این سبک باشی بهتر می‌توانی روح اسلام و سنت ایرانی‌ات را متجلی است…
ما اسلام قران و مراجع دینی می‌خواهند زنان ما شخصیتشان حفظ بشود اصل مسئله این است. هیچ اجباری هم در کار نیست و مسئله چادر هم نیست»— آیت الله طالقانی، https://www.porseman.com/article/حجاب-از-ديدگاه-آيت-الله-طالقاني/123740

### تنش‌های غرب کشور
طالقانی یکی از افرادی بود که از نزدیک شاهد ماجرای خودمختاری کردستان در فروردین ۱۳۵۸ بود و در حل کردن ماجراهای کردها از افراد پیشرو بود. در یک مصاحبه در شب رفراندوم ۱۲ فروردین ۱۳۵۸ پیرامون این رفراندوم توضیحاتی داد. طالقانی بعد از پیروزی انقلاب سعی می‌کرد نیروهای مختلف سیاسی را در جهت اتحاد و هماهنگی ملت گرد هم آورد. در اواخر اسفند ۱۳۵۷ خبر درگیری شدید مسلحانه بین گروه‌های مختلف در شهر سنندج آغاز می‌شود. درگیری، در آغاز، بین دو کمیته شیعه و سنی مستقر در سنندج آغاز می‌شود و سپس به حمله و محاصره پادگان از طرف گروهک‌های سیاسی می‌انجامد و در نتیجه، میان آن‌ها و نیروهای مستقر در پادگان، نبرد مسلحانه‌ای درمی‌گیرد. کردهای مقیم تهران نزد طالقانی رفته از وی تقاضا می‌کنند که به کردستان سفر کند و به درگیری و جنگ پایان دهد. طالقانی، پس از مشورت با رهبر، با عده‌ای از شخصیت‌های دیگر مانند سید محمد بهشتی، هاشمی رفسنجانی، ابوالحسن بنی‌صدر در آغاز سال ۱۳۵۸ وارد سنندج می‌شود. با سخنرانی در جمع مردم شهر، خواستار تشکیل شورای شهر سنندج به انتخاب مردم می‌گردد و به این نتیجه می‌رسد که تنها راه برای جلوگیری از سوءاستفاده هر یک از گروه‌ها برای به قدرت رسیدن تشکیل شورای واقعی شهر سنندج است.

### مجلس خبرگان قانون اساسی
طالقانی در هجدهم تیر ۱۳۵۸ از حوزه انتخابیه تهران با اکثریت قاطع آراء (۷۹٫۳٪) از نهضت آزادی ایران به عنوان نماینده اول تهران در خبرگان بررسی قانون اساسی انتخاب می‌شود. هرچند او عضو خبرگان بود، بارها و بارها تأکید داشت که با تشکیل شوراها، قانون اساسی و مجلس از دل شوراها بیرون بیاید و مردم مستقیماً در سرنوشت خود دخالت کنند؛ به‌ویژه آنکه وی در آخرین نماز جمعه خود در بهشت زهرا بر تشکیل شوراها تأکید می‌کند و معتقد است هنگامی که شوراها تشکیل شود دیگر مسئولیت بر دوش روحانیان نمی‌افتد و مردم می‌توانند سرنوشت خود را تعیین نمایند.

### قانون اساسی و مخالفت با ولایت فقیه و حاکمیت روحانیت
وی پس از پیروزی انقلاب ایران در بهمن ۱۳۵۷ سمت‌های مختلفی را بر عهده گرفت. نخست، پس از ترور مرتضی مطهری، ریاست شورای انقلاب اسلامی را عهده‌دار شد و پس از آن، با رأی مردم تهران در ۱۲ مرداد ۱۳۵۸ به عنوان نماینده این شهر راهی مجلس خبرگان قانون اساسی شد. طالقانی در جلسه افتتاحیه مجلس خبرگان در ۲۸ مرداد ۱۳۵۸ هنگامی که با کمی تأخیر وارد مجلس شد در میان تعجب حاضران به جای نشستن روی صندلی‌های مجلس روی زمین نشست.
وی در مصاحبه با روزنامه اطلاعات در مورخ ۱۷ بهمن ۱۳۵۷ گفته است: خصوصیت انقلاب اسلامی اینست که ما رهبران مذهبی هیچ داعیه حکومت برای خودمان نداریم و نمی‌خواهیم حاکم باشیم. انقلابی است که از همه مردم شروع شده و برای همه است و هیچ حزب و جمعیت و فردی حق این را ندارد که در این انقلاب سهم بیشتری را برای خود قائل باشد و از این جهت حکومت را در انحصار خودش دربیاورد.
حسینعلی منتظری در جلد نخست کتاب خاطرات خود، طالقانی را از جمله مخالفان گنجاندن اصل ولایت فقیه در قانون اساسی شمرده شده است. مخالفت طالقانی با ولایت فقیه را برخی دیگر از اعضای مجلس خبرگان قانون اساسی مثل ابوالحسن بنی صدر نیز یادآور شده‌اند.

### علی شریعتی
در اردیبهشت ۱۳۵۸ در دانشگاه تهران در یک سخنرانی از علی شریعتی دفاع کرد. وی به همراه موسی صدر، از معدود روحانیونی بودند که از شریعتی دفاع کردند.

### امامت نماز جمعه
در مرداد همان سال از سوی روح‌الله خمینی به عنوان امام جمعه تهران منصوب شد و تا قبل از مرگ ۵ نماز جمعه را برگزار کرد.
وی در ۱۶ شهریور ۱۳۵۸ در بهشت زهرای تهران، آخرین نماز جمعه خود را برگزار و در آن اعتراض خود را نسبت به وضعیت کشور بیان کرد. بیش‌ترین تأکید طالقانی در این خطبه‌ها بر مسئلهٔ شورا و عدم توجه به آن‌ها در مجلس خبرگان قانون اساسی بود. در بخشی از این خطبه‌ها گفت:

یعنی گروه‌هایی و افرادی دست اندرکار شاید این‌طور تشخیص بدهند که اگر شورا باشد دیگر ما چه کاره‌ایم؟ شما هیچ! بروید دنبال کارتان! بگذارید مردم مسئولیت پیدا کنند. این مردمند که کشته دادند. این‌هایی که این‌جا خوابیدند از همین توده‌های جنوب شهر بودند.

## درگذشت

خبر درگذشت طالقانی در روزنامه اطلاعات

طالقانی در تاریخ ۱۹ شهریور ۱۳۵۸، سه روز بعد نماز جمعهٔ ۱۶ شهریور درگذشت. دربارهٔ درگذشت ایشان ابتدا ولادیمیر کوزیچکین (مأمور سازمان اطلاعات و جاسوسی شوروی سابق کاگ‌ب در ایران طی سال‌های ۱۹۷۷ تا ۱۹۸۲) مرگ وی را مشکوک خواند و سال‌ها بعد فرزند وی مجتبی طالقانی، طی مصاحبه‌ای با برنامهٔ بی‌پرده، بی‌تعارف بخش فارسی صدای آمریکا، مرگ پدرش را مشکوک اعلام کرد.
ولادیمیر کوزیچکین نقل می‌کند:
«... ملاقات با سفیر شوروی هنگام صبح صورت گرفت. پس از خاتمه ملاقات، طالقانی مانند معمول سرخوش بود؛ ولی شب هنگام پس از صرف شام ناگهان حالش به هم خورد. نگهبانان شخصی‌اش به سوی تلفن هجوم بردند تا به پزشک خبر بدهند ولی خط قطع بود. کوشیدند به او آب بخورانند ولی جریان آب هم قطع شده بود. پیرمرد شانسی نداشت. مخالفانش همه چیز را تا آخرین جزئیات حساب کرده بودند.»

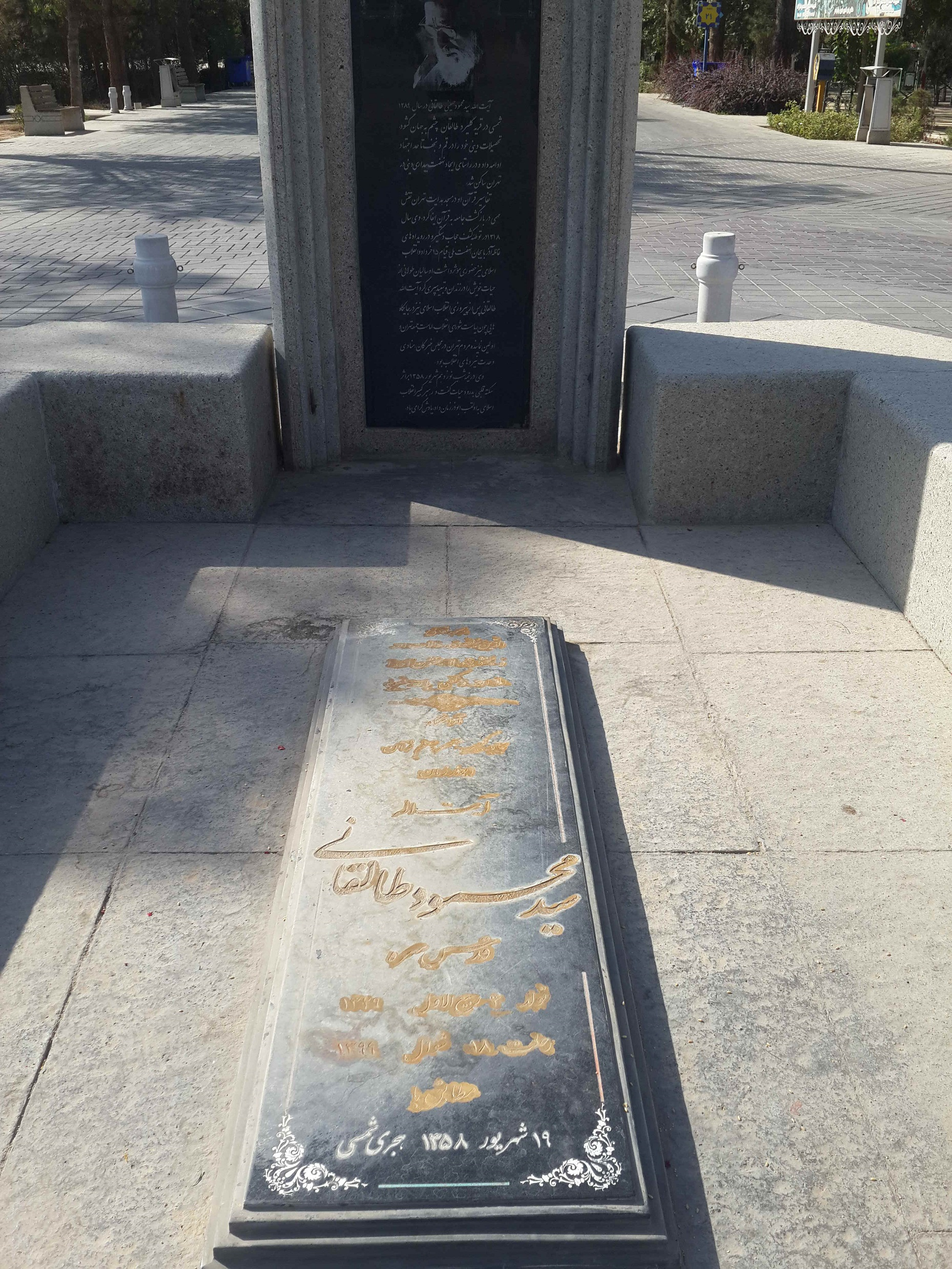
مدفن طالقانی در بهشت زهرا

روح‌الله خمینی در نامه‌ای که به مناسبت وفات سید محمود علایی طالقانی منتشر کرد از او و پدرش چنین یاد می‌کند:

مجاهد عظیم الشأن و برادر بسیار عزیز حجت‌الاسلام و المسلمین آقای طالقانی از بین ما رفت و به ابدیت پیوست و به ملأ اعلی با اجداد گرامش محشور شد. برای آن بزرگوار، سعادت و راحت و برای ما و امت ما، تأسف و تأثر و اندوه… رحمت خداوند بر پدر بزرگوار او که در رأس پرهیزگاران بود و بر روان خودش که بازوی توانای اسلام.

پیام سازمان مجاهدین خلق ایران به مناسبت درگذشت سید محمود علایی طالقانی:

مجاهدین خلق ایران که از جمیع جهات فقدان مجاهد اول را جبران‌ناپذیر و دردناک می‌دانند، این فقدان عظیم را به همه مسلمانان و آزادگان و انقلابیون جهان تسلیت گفته و در سوگ آن گرامی پدر یک هفته در سراسر کشور عزادار خواهیم بود.

## از دیدگاه دیگران
- سید علی اصغر غروی: دین را مدافع آزادی و شخص دین‌دار را آزادی‌خواه‌ترین انسان به‌شمار می‌آورد. امروز طالقانی به عنوان کسی که برای آزادی ملت و اجراء قانون و برقراری عدالت، یک عمر زجر کشیده و زندان‌های سخت و شکنجه‌های کشنده را تحمل کرده، از این جهت مهم است که او از جایگاه یک رجل دین و یک روحانی، از آزادی‌های فطری، مشروع و قانونی آحاد ملت دفاع کرد، و سپهر اندیشگی خود را بر این مدار به چرخش آورد که «دین ضد هرگونه خودکامگی، استبداد و استکبار است». طالقانی حتی آخرین نمازجمعهٔ خود را، در بهشت زهرا، به مناسبت سالگرد هفده شهریور، در واقع در اظهار نگرانی از سوگ آزادی اقامه نمود، و جان تازه‌ای که در کالبد نیمه جان استبداد دمیده شده بود. وی بیمناکی خود را از ظهور یک استبداد جدید، و قطعاً خطرناک‌تر، تحت عنوان استبداد دینی، پنهان نساخت، و به صراحت و وضوح هرچه تمام‌تر، از علائم و نشانه‌هایش پرده برداشت.[۴۹]
- محمد حسین دانایی، محقق تاریخ معاصر نیز در کتاب خاطرات خود به نام دو برادر، ضمن شرح احوال و افکار و آثار جلال آل احمد و شمس آل احمد، به اوضاع و احوال اهالی طالقان، از جمله اهالی روستاهای اورازان و گِلیَرد و همچنین به روابط بین خاندان آل احمد و خاندان علایی طالقانی که متعلق به روستاهای مزبور هستند، پرداخته و علاوه بر ارائه اطلاعاتی دربارهٔ جایگاه اجتماعی روحانیون و فعالیت‌های سیاسی آنان در سال‌های قبل از انقلاب، برخی از مناسبات و همکاری‌های خاص بین سید محمود طالقانی با جلال آل احمد را شرح داده است.[۵۰]
- محمود دولت‌آبادی: «طالقانی در ردیف افرادی است که در تاریخ ما قربانی شفقت خود شدند»، می‌گوید: «من با همه آقایان روحانی و غیرروحانی سلام و علیک داشتم ولی آقای طالقانی را دوست داشتم چون احساسی که به من منتقل کرده بود احساس بی‌طرفی بود و اینکه همه مردم ایران را در برابر پدیده‌ای می‌دید که فکر می‌کرد به ضرر همه است و آن هم دیکتاتوری و جهل بود.»[۵۱]
- مهدی‌بازرگان: «طالقانی، به حکم آیه لا إکراه فی‌الدّین، خیلی خیلی معتقد و طرفدار این قضیه بود که آن دینی که با زور و اجبار تحمیل بشود، پیش خدا ارزش ندارد بنابراین پیش خلق هم ارزش ندارد؛ و آن چادر و آن روسری که با ضرب و زور و تهدید به سر خانم‌ها برده شود، از صد تا بی‌حجابی بدتر است.»[۵۲]

## آثار
آثار مکتوب سید محمود علایی طالقانی عبارت‌اند از:
- پرتوی از قرآن (۶جلد تفسیر قرآن. مرگ طالقانی مانع از تکمیل کتاب شد)
- حاشیه بر تنبیه الامه و تنزیه المله (مقدمه و توضیحات و ترجمه کتاب تنبیه‌الامه و تنزیه‌المله)
- اسلام و مالکیت (دربارهٔ مسائل اقتصادی)
- به سوی خدا می‌رویم (دربارهٔ سفر حج)
- ترجمه و توضیح بخشی از نهج البلاغه

همچنین متن سخنرانی‌ها و خطبه‌های نماز و مصاحبه‌های طالقانی در کتاب‌های مختلفی منتشر شده از جمله:
- از آزادی تا رحلت
- روزها و خطبه‌ها

## سال‌شمار زندگی
۱۲۸۹ (۱۳ اسفند): تولد در روستای گلیرد، طالقان
۱۲۹۴: ورود به مکتبخانه روستای گلیرد
۱۲۹۸: هجرت به تهران و سکونت در محلهٔ قنات آباد
۱۳۰۰: تحصیل در مدرسه رضویه و مدرسه فیضیه قم
۱۳۱۰: فوت پدر
۱۳۱۰: هجرت به نجف و ادامهٔ تحصیل نزد علمای بزرگ نجف
۱۳۱۶: کسب درجهٔ اجتهاد از اصفهانی و عبدالکریم حائری یزدی در قم
۱۳۱۶: اقامت در تهران، آغاز تدریس در مدرسهٔ سپهسالار (شهیدمرتضی مطهری) و ازدواج در همین سال
۱۳۱۸: آغاز مبارزه علیه حکومت پهلوی، دستگیری و حبس به مدت شش ماه
۱۳۲۰: تشکیل کانون اسلام، انتشار مجلهٔ دانش‌آموز، همکاری با گروه‌های مبارز
۱۳۲۷: آغاز فعالیت در مسجد هدایت (پایگاه مبارزان)
۱۳۳۰: فعالیت در نهضت ملی شدن نفت و همکاری و حمایت از گروه‌های مختلف مبارز مثل «جبهه ملی|جبههٔ ملی»
۱۳۳۴: پیوستن به نهضت مقاومت ملی
۱۳۳۸: مسافرت به مصر بهمراهی حاج میرزا خلیل کمره‌ای به نمایندگی از طرف بروجردی و رساندن پیام ایشان به شیخ شلتوت که شیخ دانشگاه الازهر و مفتی مصر بود، شرکت در کنگرهٔ اسلامی دارالتقریب قاهره
۱۳۳۹: هیئت مؤسس و عضویت در شورای مرکزی جبهه ملی دوم
۱۳۴۰: سفر به بیت‌المقدس به منظور شرکت در برنامهٔ مؤتمر الاسلامی، آشنا شدن با مشکلات و رنج‌های مردم آواره و ستمدیده فلسطین
۱۳۴۰: تأسیس نهضت آزادی به همراه مهدی بازرگان و یدالله سحابی و … انتخاب توسط نمایندگان کنگره جبهه ملی جهت شورای مرکزی جبهه ملی ایران
۱۳۴۱: (۳ بهمن) بازداشت توسط مأموران شاه در منزل
۱۳۴۲: شرکت در قیام مردمی پانزدهم خرداد، انتشار اعلامیهٔ معروف و مهیج و افشاگر «دیکتاتور خون می‌ریزد!» دستگیری مجدد او
۱۳۴۲: محاکمه سران نهضت آزادی (مهدی بازرگان - یدالله سحابی - محمود طالقانی) و صدور رأی محکومیت ۱۰ ساله به همراه تبعید
۱۳۴۶: (۹ آبان) آزادی از زندان
۱۳۵۰: تبعید به زابل و بافت به مدت یک سال و نیم به علت حمایت از مردم فلسطین
۱۳۵۷: (۸ آبان) آزادی از زندان قصر
۱۳۵۷؛ سازماندهی و راه‌اندازی راهپیمایی میلیونی تاسوعا و عاشورا، عضویت در شورای انقلاب
۱۳۵۸: (فروردین) خروج موقت از تهران در پی بازداشت فرزندش مجتبی
۱۳۵۸: نخستین روحانی‌ای بود که مخاطب خود را جوانان و روشنفکران قرار داد و باب گفتگو با آنان را گشود
۱۳۵۸: تنها روحانی‌ای بود که پس از انقلاب در مجالس رسمی، از شریعتی، مصدق و دیگر روشنفکران دفاع کرد
۱۳۵۸: (۵ مرداد) منصوب شدن به عنوان اولین امام جمعه تهران از طرف خمینی و خواندن اولین نماز جمعه در دانشگاه تهران
۱۳۵۸: (۱۶ مرداد) انتخاب شدن به عنوان نمایندهٔ مجلس خبرگان از سوی مردم تهران
۱۳۵۸: (۱۹ شهریور) درگذشت.

## نظام شورایی در اندیشه سیاسی سید محمود طالقانی
طالقانی در کنار احمد مفتی‌زاده به شورایی بودن کشور اعتقاد داشت و برای اثبات نظریه خود در مسئله شورا و با تأکید بر شورا در ساختار سیاسی، به سه دسته ادله اشاره می‌کند: ادله عقلی و ادله نقلی که ادله نقلی به دو دلیل قرآنی و سنت تقسیم می‌شود.

## نگارخانه

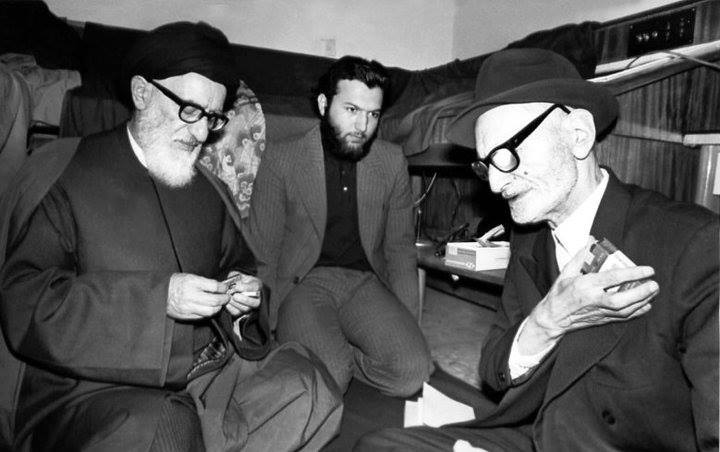
از چپ: محمود طالقانی، احسان شریعتی و محمدتقی شریعتی
از راست: موسی خیابانی، مسعود رجوی و سید محمود طالقانی
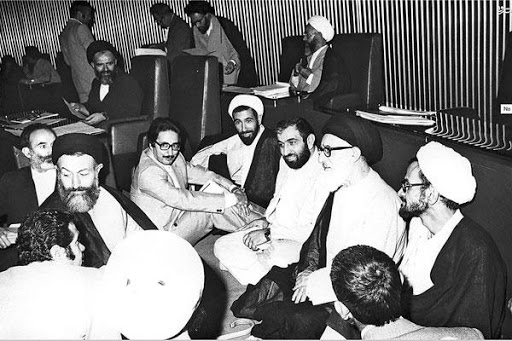
طالقانی در مجلس خبرگان قانون اساسی، سال 1358
طالقانی و بنی‌صدر در مجلس خبرگان سال 1358
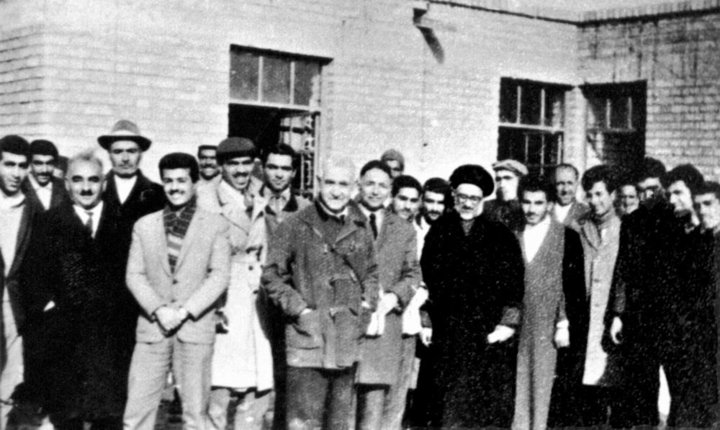
طالقانی و یدالله سحابی
از چپ: ملامحمد ربیعی، احمد مفتی‌زاده، طالقانی، سید محمد بهشتی، اکبر هاشمی رفسنجانی و ابوالحسن بنی‌صدر
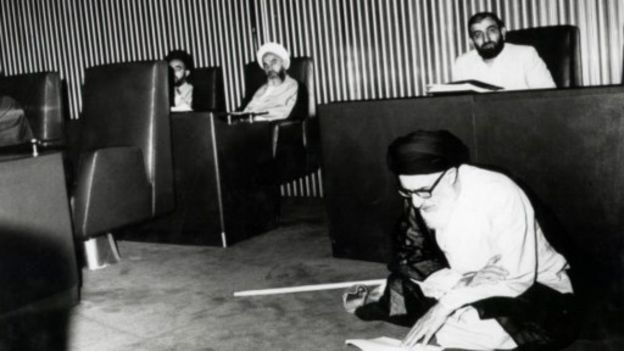
طالقانی نشسته بر روی زمین مجلس شورای اسلامی
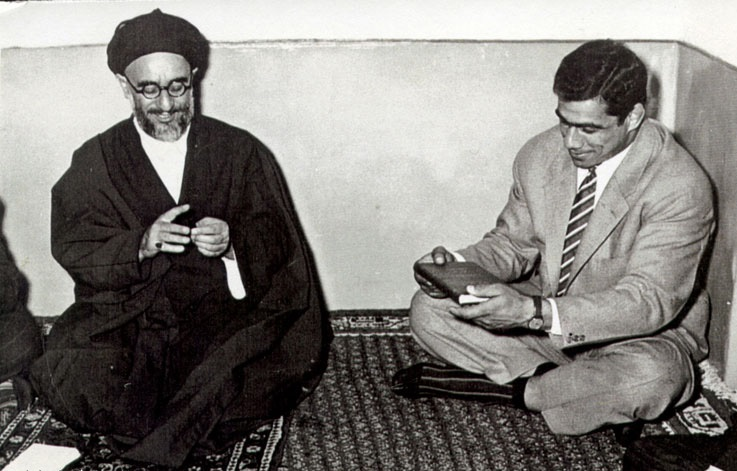
طالقانی و غلامرضا تختی